# Thinoseius brevisternalis
Thinoseius brevisternalis is een mijtensoort uit de familie van de Eviphididae. De wetenschappelijke naam van de soort is voor het eerst geldig gepubliceerd in 1962 door Canaris.